# Otto Jarl

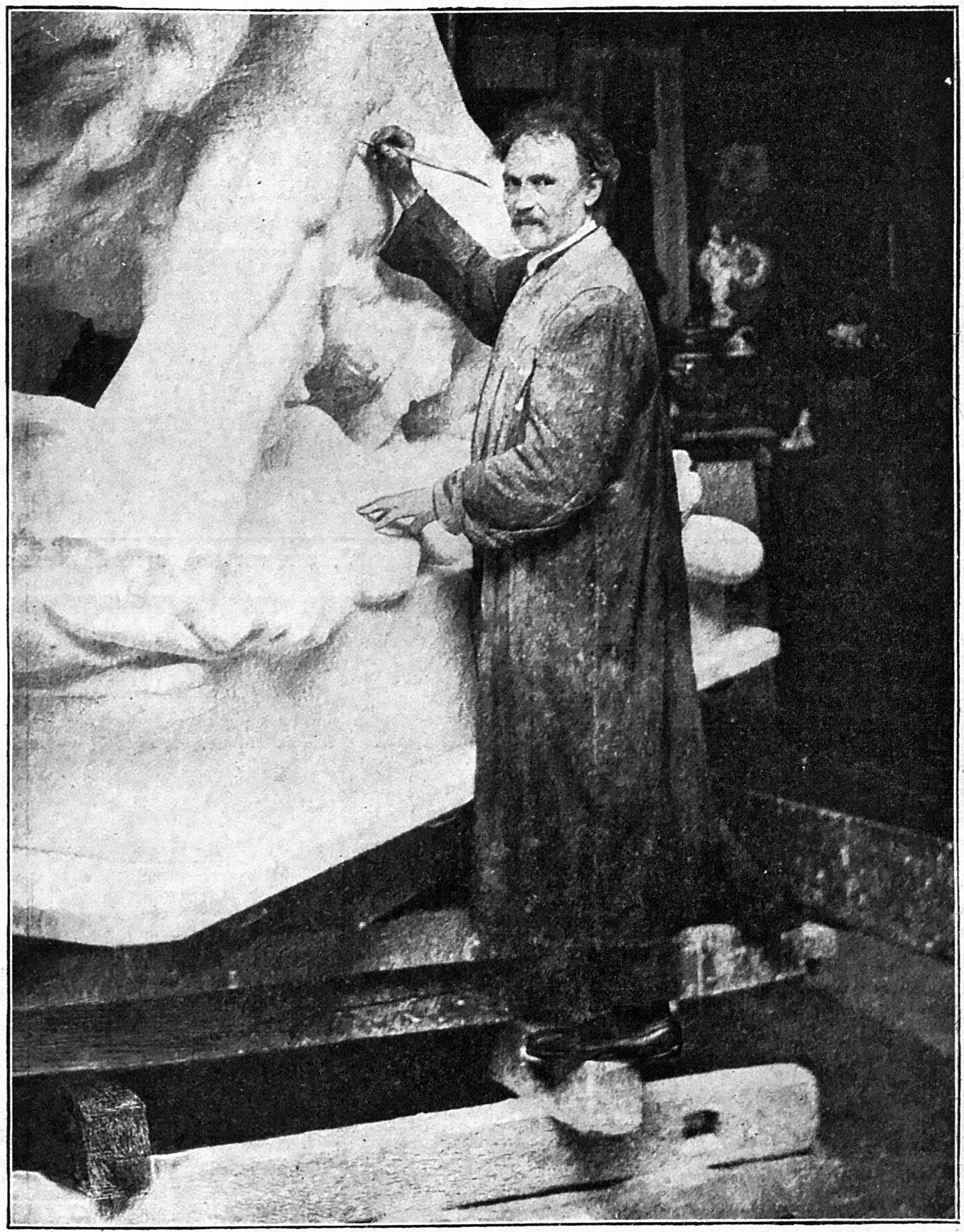
Otto Jarl in seinem Atelier (vor 1910)

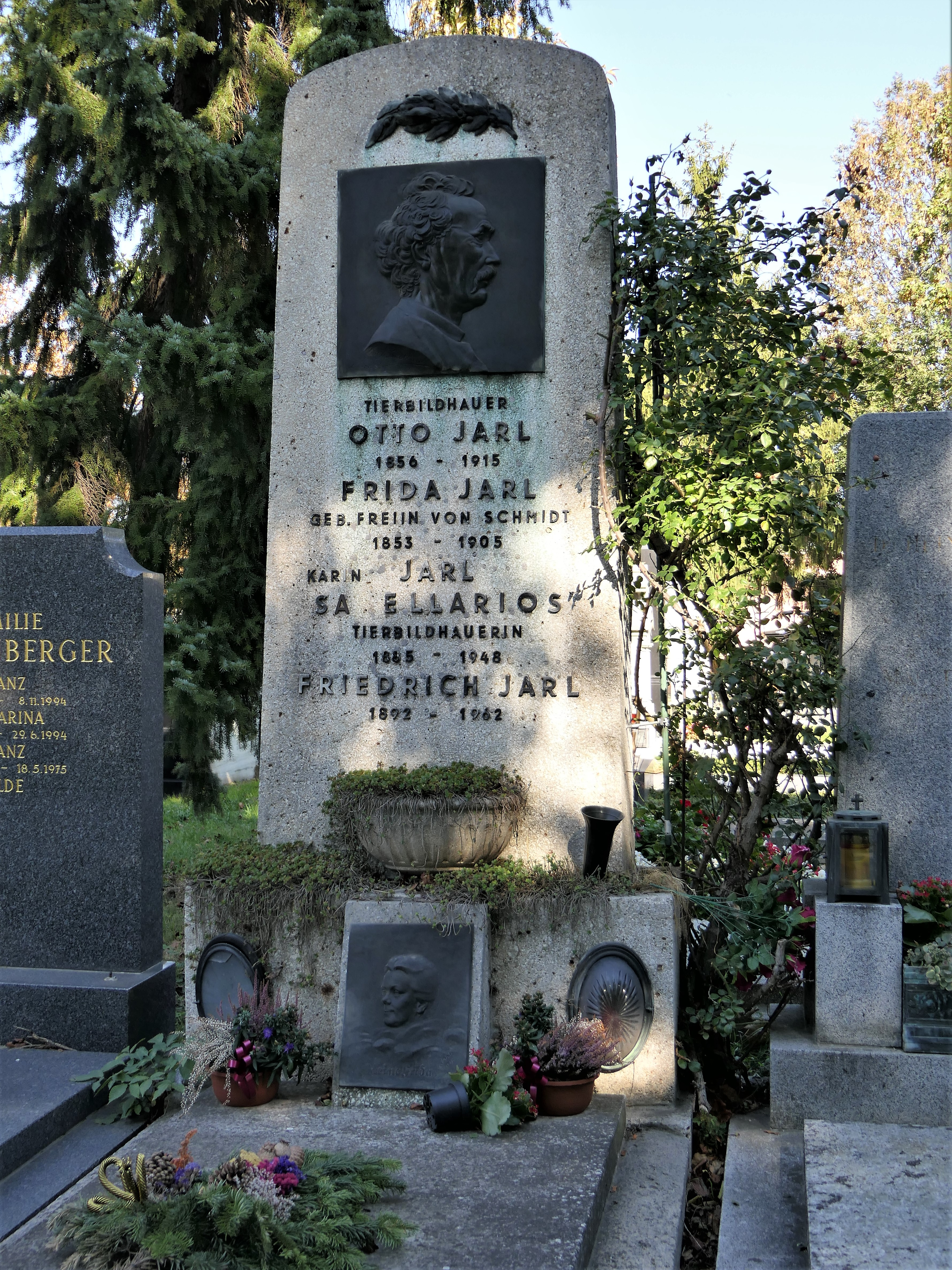
Grab von Otto Jarl. (Wiener Zentralfriedhof: Gruppe 31 B, Reihe 13, Nr. 23)

Otto Jarl (* 10. April 1856 auf Schloss Ekholmen in Uppland; † 16. November 1915 in Wien-Währing) war ein aus Schweden stammender österreichischer Bildhauer.

## Leben und Wirken
Er studierte in Stockholm an der Tekniska skolan (technischen Schule) und an der Akademie der bildenden Künste Wien. Jarl, Schwiegersohn von Friedrich von Schmidt (Tochter: Frida; 1853–1905), war vor allem als Tierbildner anerkannt. Eines seiner bekanntesten Werke war ein sitzender Löwe als Denkmal für Major Hackher, den Verteidiger des Grazer Schloßbergs gegen die französische Belagerung 1809. Das 1909 errichtete Denkmal wurde allerdings im Jahre 1943 eingeschmolzen und 1966 durch eine frei empfundene Nachschöpfung von Wilhelm Gösser (1881–1966) am ursprünglichen Standplatz ersetzt.
Jarls Tochter Karin Jarl-Sakellarios war ebenfalls Bildhauerin.
Otto Jarl verstarb in seiner Wohnung Theresiengasse 16, Wien-Währing, und wurde auf dem Wiener Zentralfriedhof in der Familiengruft beigesetzt (Gruppe 31 B, Reihe 13, Nr. 23 48° 9′ 8,35″ N, 16° 26′ 24,67″ O).
Zu Ehren des Künstlers wurde 1929 in Graz-Puntigam eine Verkehrsfläche Jarlweg benannt, ebenso 1959 in Wien-Favoriten.

## Werke

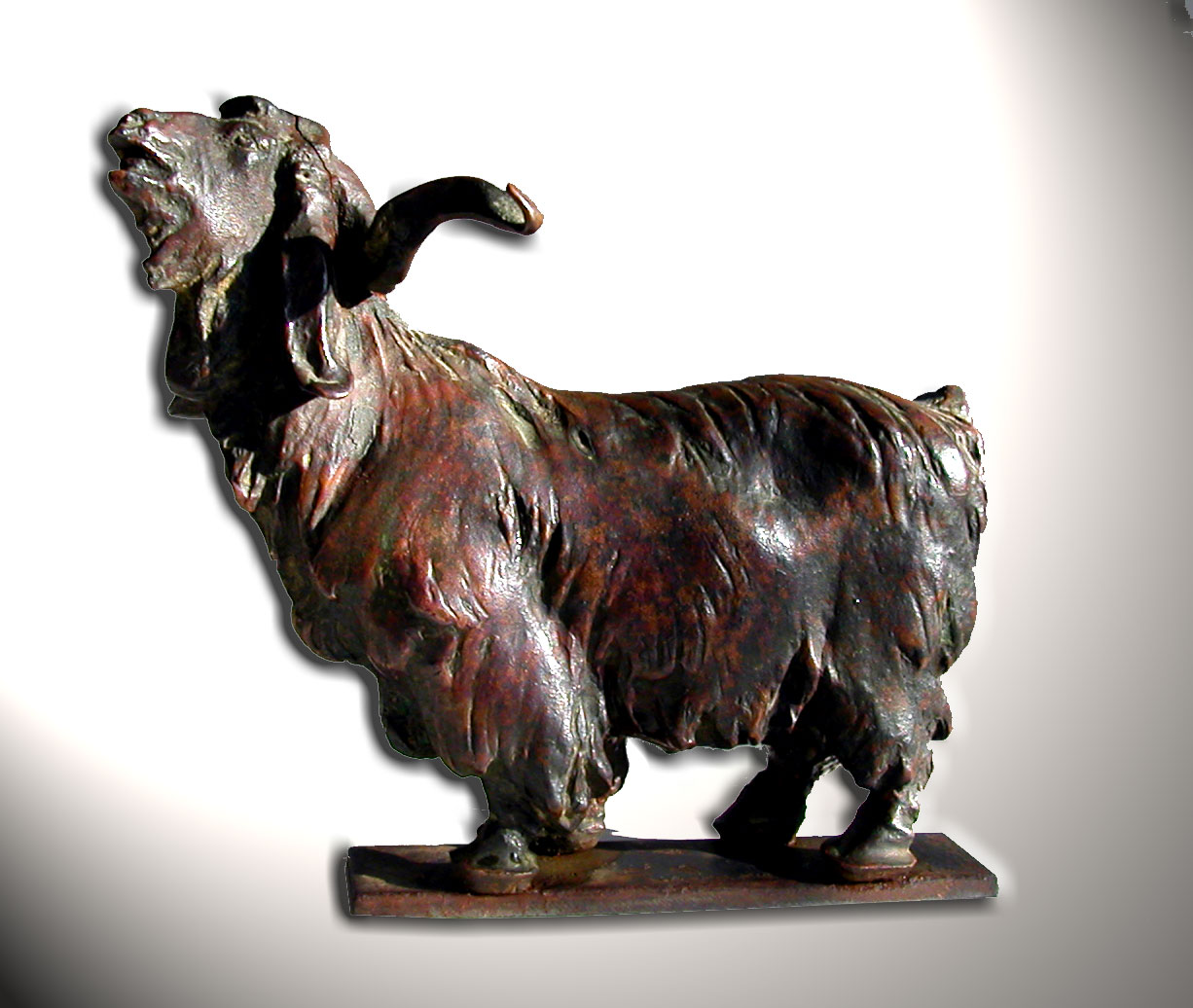
Angoraziegenbock um 1900
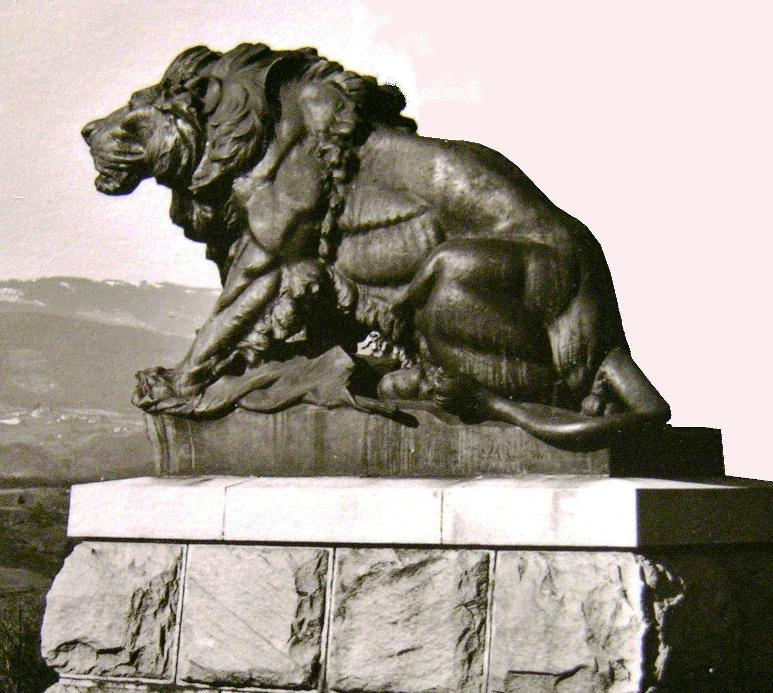
Major Hackher Denkmal, 1909